# جيمس د. فيلان
جيمس د. فيلان (بالإنجليزية: James D. Phelan)‏ هو سياسي أمريكي، ولد في 20 أبريل 1861 في سان فرانسيسكو في الولايات المتحدة، وتوفي في 7 أغسطس 1930 في ساراتوغا في الولايات المتحدة. حزبياً، نشط في الحزب الديمقراطي. وقد انتخب عضو مجلس الشيوخ الأمريكي عن دائرة كاليفورنيا (4 مارس 1915 – 4 مارس 1921).